# Vasil Shopov
Vasil Shopov (tiếng Bulgaria: Васил Шопов; sinh 9 tháng 11 năm 1991) là một cầu thủ bóng đá Bulgaria hiện tại thi đấu cho Dunav Ruse ở vị trí tiền vệ.